# Temporada 1985-86 de los Houston Rockets
La temporada 1985-86 fue la decimoquinta de los Houston Rockets en su nueva localización de Texas, y la decimonovena en la NBA, tras haber jugado las cuatro primeras en San Diego (California). La temporada regular acabó con 51 victorias y 31 derrotas, ocupando el segundo puesto de la conferencia Oeste, clasificándose para los playoffs, en los que alcanzaron las Finales, perdiendo ante los Boston Celtics.

## Elecciones en elDraft
| Ronda | Puesto | Jugador      | Posición | Nacionalidad   | Universidad |
| ----- | ------ | ------------ | -------- | -------------- | ----------- |
| 1     | 19     | Steve Harris | Escolta  | Estados Unidos | Tulsa       |
| 3     | 54     | Sam Mitchell | Alero    | Estados Unidos | Mercer      |

## Temporada regular
| División Medio Oeste | División Medio Oeste | División Medio Oeste | División Medio Oeste | División Medio Oeste | División Medio Oeste | División Medio Oeste | División Medio Oeste | División Medio Oeste |
| Equipo               | G                    | P                    | %                    | PD                   | Casa                 | Fuera                | Div                  |                      |
| -------------------- | -------------------- | -------------------- | -------------------- | -------------------- | -------------------- | -------------------- | -------------------- | -------------------- |
| y-Houston Rockets    | 51                   | 31                   | .622                 | –                    | 36–5                 | 15–26                | 20–10                |                      |
| x-Denver Nuggets     | 47                   | 35                   | .573                 | 4                    | 34–7                 | 13–28                | 15–15                |                      |
| x-Dallas Mavericks   | 44                   | 38                   | .537                 | 7                    | 26–15                | 18–23                | 16–14                |                      |
| x-Utah Jazz          | 42                   | 40                   | .512                 | 9                    | 27–14                | 15–26                | 15–15                |                      |
| x-Sacramento Kings   | 37                   | 45                   | .451                 | 14                   | 25–16                | 12–29                | 15–15                |                      |
| x-San Antonio Spurs  | 35                   | 47                   | .427                 | 16                   | 21–20                | 14–27                | 9–21                 |                      |

## Playoffs

### Primera ronda
Houston Rockets vs. Sacramento Kings 
| Fecha       | Partido                                   | Ciudad     |
| ----------- | ----------------------------------------- | ---------- |
| 17 de abril | Houston Rockets 107, Sacramento Kings 87  | Houston    |
| 19 de abril | Houston Rockets 111, Sacramento Kings 103 | Houston    |
| 23 de abril | Sacramento Kings 98, Houston Rockets 113  | Sacramento |
|             | Houston Rockets gana las series 3-0       |            |

### Semifinales de Conferencia
Houston Rockets vs. Denver Nuggets 
| Fecha       | Partido                                 | Ciudad  |
| ----------- | --------------------------------------- | ------- |
| 26 de abril | Houston Rockets 126, Denver Nuggets 119 | Houston |
| 29 de abril | Houston Rockets 119, Denver Nuggets 101 | Houston |
| 2 de mayo   | Denver Nuggets 116, Houston Rockets 115 | Denver  |
| 4 de mayo   | Denver Nuggets 114, Houston Rockets 111 | Denver  |
| 6 de mayo   | Houston Rockets 131, Denver Nuggets 103 | Houston |
| 8 de mayo   | Denver Nuggets 122, Houston Rockets 126 | Denver  |
|             | Houston Rockets gana las series 4-2     |         |

### Finales de Conferencia
Los Angeles Lakers  vs. Houston Rockets 
| Fecha      | Partido                                     | Ciudad      |
| ---------- | ------------------------------------------- | ----------- |
| 10 de mayo | Los Angeles Lakers 119, Houston Rockets 107 | Los Ángeles |
| 13 de mayo | Los Angeles Lakers 102, Houston Rockets 112 | Los Ángeles |
| 16 de mayo | Houston Rockets 117, Los Angeles Lakers 109 | Houston     |
| 18 de mayo | Houston Rockets 105, Los Angeles Lakers 95  | Houston     |
| 21 de mayo | Los Angeles Lakers 112, Houston Rockets 114 | Los Ángeles |
|            | Houston Rockets gana las series 4-1         |             |

### Finales de la NBA
Boston Celtics vs. Houston Rockets
| Fecha      | Partido                                 | Ciudad  |
| ---------- | --------------------------------------- | ------- |
| 26 de mayo | Boston Celtics 112, Houston Rockets 100 | Boston  |
| 29 de mayo | Boston Celtics 117, Houston Rockets 95  | Boston  |
| 1 de junio | Houston Rockets 106, Boston Celtics 104 | Houston |
| 3 de junio | Houston Rockets 103, Boston Celtics 106 | Houston |
| 5 de junio | Houston Rockets 111, Boston Celtics 96  | Houston |
| 8 de junio | Boston Celtics 114, Houston Rockets 97  | Boston  |
|            | Boston Celtics gana las series 4-2      |         |

## Estadísticas
| Rk | Jugador           | Edad | P  | PT | MP   | TC  | TCI  | %TC  | T3  | T3I | %T3  | TL  | TLI | %TL  | RO  | RD  | RT   | AS  | RB  | TAP | BP  | FP  | PTS  |
| -- | ----------------- | ---- | -- | -- | ---- | --- | ---- | ---- | --- | --- | ---- | --- | --- | ---- | --- | --- | ---- | --- | --- | --- | --- | --- | ---- |
| 1  | Hakeem Olajuwon   | 23   | 68 | 68 | 36.3 | 9.2 | 17.5 | .526 | 0.0 | 0.0 |      | 5.1 | 7.9 | .645 | 4.9 | 6.6 | 11.5 | 2.0 | 2.0 | 3.4 | 2.9 | 4.0 | 23.5 |
| 2  | Ralph Sampson     | 25   | 79 | 76 | 36.3 | 7.9 | 16.2 | .488 | 0.0 | 0.2 | .133 | 3.1 | 4.8 | .641 | 3.3 | 7.9 | 11.1 | 3.6 | 1.3 | 1.6 | 3.6 | 3.9 | 18.9 |
| 3  | John Lucas        | 32   | 65 | 65 | 32.6 | 5.6 | 12.6 | .446 | 0.7 | 2.2 | .308 | 3.6 | 4.6 | .775 | 0.5 | 1.7 | 2.2  | 8.8 | 1.2 | 0.1 | 2.3 | 1.9 | 15.5 |
| 4  | Rodney McCray     | 24   | 82 | 82 | 31.8 | 4.1 | 7.7  | .537 | 0.0 | 0.0 | .000 | 2.1 | 2.7 | .770 | 1.9 | 4.4 | 6.3  | 3.6 | 0.6 | 0.7 | 1.6 | 2.4 | 10.3 |
| 5  | Lewis Lloyd       | 26   | 82 | 82 | 29.8 | 7.2 | 13.6 | .529 | 0.0 | 0.2 | .200 | 2.4 | 2.9 | .843 | 1.9 | 2.1 | 4.0  | 3.7 | 1.2 | 0.3 | 2.4 | 2.6 | 16.9 |
| 6  | Robert Reid       | 30   | 82 | 5  | 26.3 | 5.0 | 10.7 | .464 | 0.1 | 0.4 | .182 | 2.0 | 2.6 | .757 | 0.8 | 2.9 | 3.7  | 2.7 | 1.1 | 0.2 | 1.2 | 2.8 | 12.0 |
| 7  | Jim Petersen      | 23   | 82 | 20 | 20.3 | 2.4 | 5.0  | .477 | 0.0 | 0.0 | .000 | 1.4 | 2.0 | .706 | 1.8 | 3.0 | 4.8  | 1.0 | 0.5 | 0.7 | 1.0 | 2.8 | 6.2  |
| 8  | Allen Leavell     | 28   | 74 | 12 | 16.1 | 2.9 | 6.2  | .463 | 0.3 | 0.9 | .358 | 1.8 | 2.1 | .854 | 0.1 | 0.8 | 0.9  | 3.2 | 0.8 | 0.1 | 1.2 | 1.7 | 7.9  |
| 9  | Mitchell Wiggins  | 26   | 78 | 0  | 15.4 | 2.8 | 6.3  | .454 | 0.0 | 0.2 | .083 | 1.1 | 1.5 | .729 | 1.1 | 0.9 | 2.0  | 1.3 | 0.8 | 0.1 | 0.8 | 2.0 | 6.8  |
| 10 | Hank McDowell     | 26   | 22 | 0  | 9.3  | 1.1 | 1.9  | .571 | 0.0 | 0.0 | .000 | 0.8 | 1.1 | .680 | 0.5 | 1.7 | 2.2  | 0.3 | 0.0 | 0.1 | 0.5 | 1.1 | 3.0  |
| 11 | Steve Harris      | 22   | 57 | 0  | 8.5  | 1.8 | 4.1  | .442 | 0.0 | 0.1 | .200 | 0.9 | 0.9 | .926 | 0.4 | 0.6 | 1.0  | 0.9 | 0.4 | 0.1 | 0.6 | 1.0 | 4.5  |
| 12 | Craig Ehlo        | 24   | 36 | 0  | 5.5  | 1.0 | 2.3  | .429 | 0.1 | 0.3 | .333 | 0.6 | 0.8 | .793 | 0.5 | 0.8 | 1.3  | 0.8 | 0.3 | 0.1 | 0.4 | 0.6 | 2.7  |
| 13 | Granville Waiters | 25   | 43 | 0  | 3.6  | 0.3 | 0.9  | .333 | 0.0 | 0.0 | .000 | 0.0 | 0.1 | .167 | 0.3 | 0.3 | 0.7  | 0.2 | 0.1 | 0.2 | 0.3 | 0.7 | 0.6  |

## Galardones y récords
| Jugador        | Galardón                              |
| Akeem Olajuwon | 2.º Mejor quinteto de la NBA All-Star |
| Ralph Sampson  | All-Star                              |